# Side Effects (EP)
Side Effects er er en EP af de to danske singer-songwriter Mads Langer og Tim Christensen, der udkom den 17. juli 2014 på RCA Records og Sony Music. I marts 2014 blev det offentliggjort at Langer og Christensen spiller sammen på Grøn Koncert-koncerterne i juli-måned. De to mødte første gang hinanden til Danish Music Awards 2006. I 2009 spillede Mads Langer som opvarmning for Tim Christensen, og de skrev efterfølgende sangen "Say No More" til Mads Langers selvbetitlede album fra samme år. Den 2. juni 2014 udkom deres første fælles single, "Bringing Back Tomorrow". EP'en indeholder fire nye numre af Langer og Christensen, samt et mash-up mellem Langers "Fact-Fiction" (2008) og Dizzy Mizz Lizzys "Silverflame" (1994). Sangen blev oprindeligt fremført i DR3-programmet DR3 Popper Op den 16. februar 2013.

## Spor
| #  | Titel                        | Tekst                                             | Musik                         | Producer(e)                              | Længde |
| -- | ---------------------------- | ------------------------------------------------- | ----------------------------- | ---------------------------------------- | ------ |
| 1. | "Bringing Back Tomorrow"     | Tim Christensen, Mads Langer, Marcus Winther-John | Christensen, Langer           | Søren Balsner, Langer[a], Christensen[a] | 3:49   |
| 2. | "Chasing Comets"             | Christensen, Langer, Winther-John                 | Christensen, Langer           | Balsner, Langer[a], Christensen[a]       | 2:49   |
| 3. | "Strangers"                  | Christensen, Langer                               | Christensen, Langer           | Balsner, Langer[a], Christensen[a]       | 4:21   |
| 4. | "Side Effects"               | Christensen, Langer, Winther-John                 | Christensen, Langer           | Balsner, Langer[a], Christensen[a]       | 6:51   |
| 5. | "Fact-Fiction / Silverflame" | Langer, Kristian Ottestad, Christensen            | Langer, Ottestad, Christensen | Søren Mikkelsen                          | 4:17   |

Noter
- ↑[a] co-producer